# Torquay, Victoria
Torquay är en ort i Australien. Den ligger i kommunen Surf Coast och delstaten Victoria, omkring 80 kilometer sydväst om delstatshuvudstaden Melbourne. Torquay ligger 20 meter över havet och antalet invånare är 9 851.
Torquay är det största samhället i trakten. 
Trakten runt Torquay består till största delen av jordbruksmark. Genomsnittlig årsnederbörd är 744 millimeter. Den regnigaste månaden är juni, med i genomsnitt 113 mm nederbörd, och den torraste är januari, med 31 mm nederbörd.